# Kornwestheim Personenbahnhof
Der Personenbahnhof Kornwestheim (kurz Kornwestheim Pbf) ist eine Station im Netz der Stuttgarter S-Bahn. Hier mündet die Güterumgehungsbahn Stuttgart-Untertürkheim–Kornwestheim („Schusterbahn“) in die Frankenbahn. Bis Dezember 2007 war in Kornwestheim Pbf eine Autozug-Verladeanlage in Betrieb.

## Geschichte

### Anfangszeit
Bei der Errichtung der württembergischen Zentralbahn von Stuttgart nach Ludwigsburg erhielt auch Kornwestheim eine Station. Der am 15. Oktober 1846 eröffnete Haltepunkt lag etwa einen Kilometer vom Dorf entfernt. Über die zu Beginn unbefestigte Seegasse (in etwa heutige Bahnhof- und Güterbahnhofstraße) erreichten ihn die Reisenden.
Anfangs einstöckig, bekam das östlich stehende Empfangsgebäude später eine weitere Etage. Im Erdgeschoss befanden sich ein Warte- und ein Dienstraum. Im Obergeschoss war die Wohnung des Stationsvorstehers, der bis 1891 auch die Zuständigkeit über das Postwesen der Gemeinde hatte.
1852 erhielt die Nordbahn zwischen Stuttgart und Bietigheim ein zweites Streckengleis, das im Bereich des Haltepunktes den Verkehr in Richtung Stuttgart aufnahm. Wegen des zunehmenden Warenverkehrs stattete man die Station 1865 mit einem Güterschuppen aus.

### Kornwestheims erster Rangierbahnhof
Um den Stuttgarter Zentralbahnhof zu entlasten, plante die Direktion der Staatsbahn eine Güterumgehungsbahn, die eine direkte Verbindung zwischen der Ost- und der Nordbahn ermöglichen sollte. An den Endpunkten waren jeweils zwei Rangierbahnhöfe vorgesehen. Von Zuffenhausen als Endpunkt musste wegen des unliebsamen Geländes abgesehen werden. Stattdessen erwies sich die ebene Fläche in Kornwestheim als ideal.
Der erste Rangierbahnhof hatte eine Länge von 1.700 Metern und verfügte über 15 Gleise. Das alte Empfangsgebäude wurde abgetragen und ein paar Meter weiter östlich wieder erstellt. So blieb es bis heute erhalten. Danach diente es als Güterabfertigungsstelle und als Unterkunft für Bahnbedienstete. Für die Verwaltung und die Reisenden entstand ein neues Empfangsgebäude aus Backstein auf der westlichen Seite, denn die meisten Reisenden warteten auf die Züge nach Stuttgart. Ebenfalls auf der westlichen Seite befanden sich zwei neue Dienstwohnhäuser. Auf dem östlichen Gleisfeld wurden eine Lokomotivremise und eine Militärverladerampe für die in Ludwigsburg stehenden Regimenter errichtet.

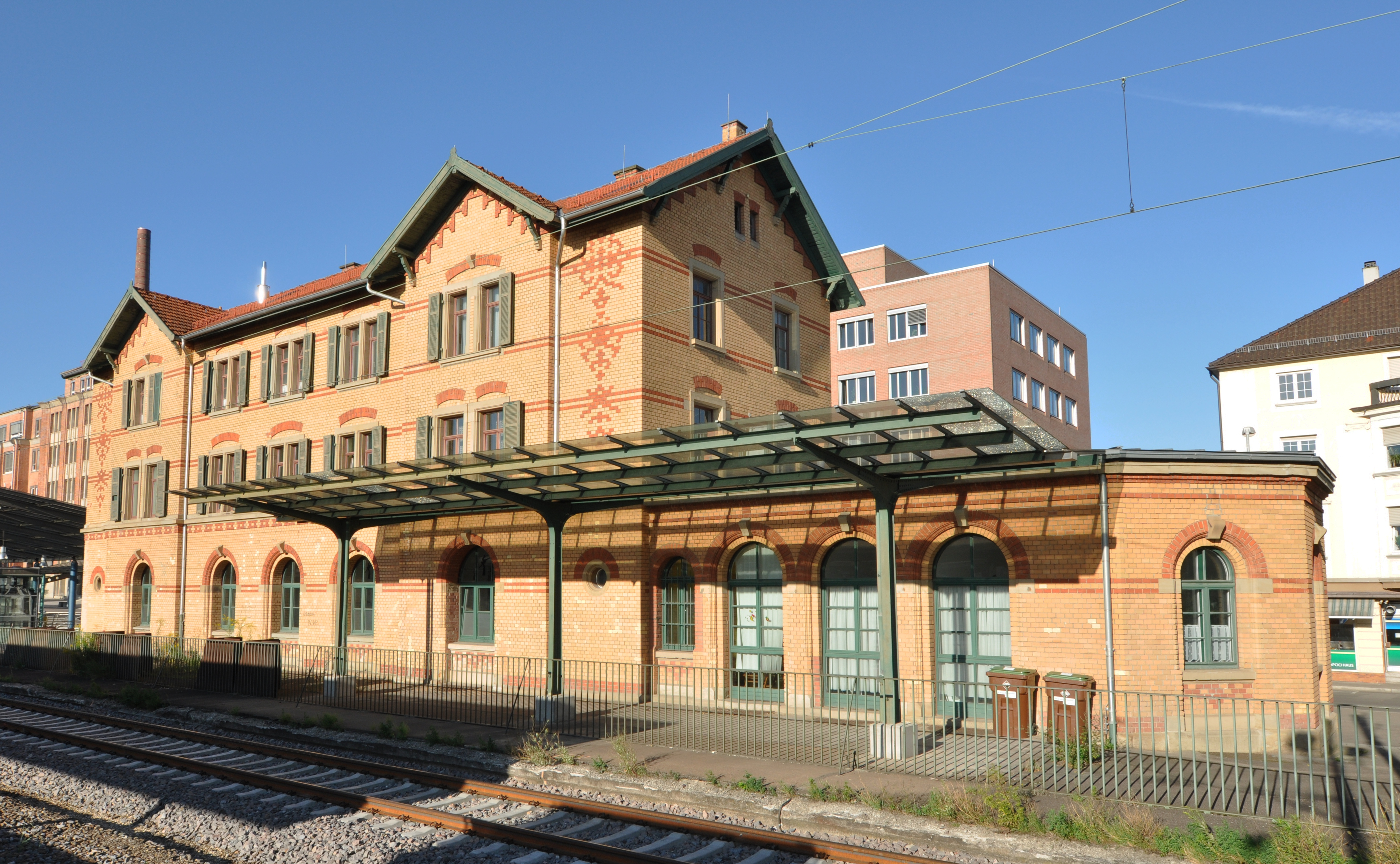
Ehemaliges Empfangsgebäude an der Westseite

Die Inbetriebnahme der Bahnstrecke Untertürkheim–Kornwestheim und des vergrößerten Bahnhofs fand am 30. September 1896 statt. Auch König Wilhelm II. nahm an der Eröffnungsfeier teil. Allmählich veränderte sich das Ortsbild der Gemeinde. Durch den Zuzug vieler Eisenbahner und Arbeiter erhöhte sich die Einwohnerzahl.
Der Rangierbahnhof war schon bald überlastet. 1907 prüfte die Staatsbahn seine Vergrößerung, doch nur ein Neubau an anderer Stelle kam in Frage. Der neue Rangier- und Güterbahnhof konnte am 29. Juli 1918 seiner Bestimmung übergeben werden. Künftig unterschied man die beiden Bahnhöfe mit den Kürzeln Rbf und Pbf.

### Reichsbahnzeit
1929 stellte die Deutsche Reichsbahn den viergleisigen Ausbau zwischen dem Posten 12 (südlich von Kornwestheim Pbf) und Ludwigsburg fertig. Mit der Elektrifizierung der Nordbahn zwischen Stuttgart und Ludwigsburg erhielt Kornwestheim am 15. Mai 1933 Anschluss an den Stuttgarter Vorortverkehr. 1935 forderte Bürgermeister Kercher ein neues Empfangsgebäude für sein jüngst zur Stadt erhobenes Kornwestheim. Diesmal wieder auf der Ostseite der Gleise. Zur Verwirklichung kam es jedoch nicht.

### Bundesbahnzeit
In den 1960er Jahren wurden zunehmend Autoreisezüge angeboten. Dafür richtete die Deutsche Bundesbahn eine Autoverladestelle ein. Die ersten Autoreisezüge verkehrten 1962 zwischen Kornwestheim Pbf und Villach Hbf.
Am 10. Oktober 1992 wurde ein neues Empfangsgebäude feierlich eingeweiht. Es beherbergt Ladengeschäfte, Büroräume und Wohnungen. Es besteht aus zwei im rechten Winkel gebauten fünfstöckigen Gebäuden, die einen weißen Anstrich erhielten. Besonders eindrucksvoll ist die große gläserne Überdachung zwischen den Bauten, die eine Einheit herstellt. Dort befindet sich der östliche Zugang zur Bahnsteigunterführung.

### Ausblick
In Kornwestheim sollen zusätzliche Abstellplätze für neu beschaffte S-Bahn-Triebzüge entstehen. Der Verband Region Stuttgart beschloss am 22. April 2020, eine entsprechende Planung (Leistungsphasen 1 bis 4) zu beauftragen. Ende 2021 lag eine Entwurfs- und Genehmigungsplanung vor. Es sollen neun Abstellplätze (bezogen auf Kurzzüge) entstehen. Die Inbetriebnahme war für 2024 geplant. Der zunächst für Anfang 2024 geplante Baubeginn wurde auf Ende 2024 verschoben, nachdem der Bauauftrag zunächst nicht vergeben werden konnte. Die Fertigstellung ist bis Ende 2024 geplant.
Bis 2030 soll die S-Bahn-Station barrierefrei ausgebaut werden. 2028 sollen die Bahnsteige der S-Bahn auf S-Bahn-Niveau (96 cm) erhöht werden.
Im Rahmen des Digitalen Knoten Stuttgarts soll in Kornwestheim bis 2030 ein Bedienstandort entstehen. Die Planung dafür war 2024 im Gang. Die Erneuerung der Leit- und Sicherungstechnik im Bahnhofs (als Teil des Bausteins 3, Planbereich 4) wurde 2024 jedoch aus finanziellen Gründen zurückgestellt.

## Bahnbetrieb

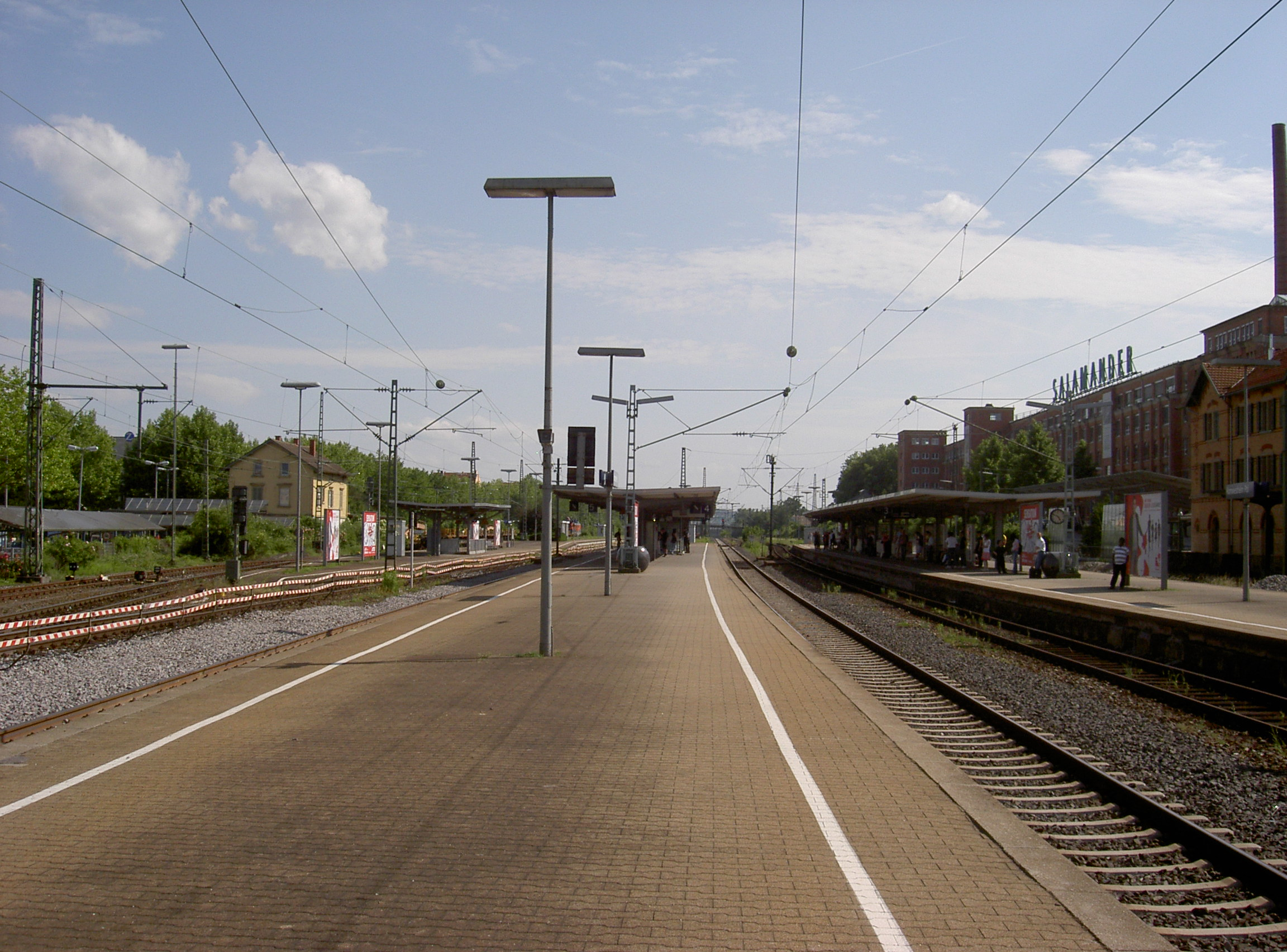
Blick entlang von Gleis 4/5 nach Süden

Der Bahnhof wird durch die Linien S4 und S5 der S-Bahn Stuttgart und von einzelnen Regionalbahnen bedient. Kornwestheim Pbf gehört bei der Deutschen Bahn AG der Preisklasse 3 an.
Gleis 1 dient den nach Stuttgart durchfahrenden Zügen. Der Bahnsteig ist für Reisende nicht mehr zugänglich. Gleis 2 wurde mittlerweile abgebaut. Auf Gleis 3 verkehren die S-Bahnen nach Stuttgart, auf Gleis 4 die nach Backnang und Bietigheim. Die Gleise 5 und 6 werden von durchfahrenden Zügen nach Karlsruhe, Heidelberg, Heilbronn und Würzburg genutzt. Auf Gleis 7 beginnen und enden die wenigen Regionalbahnen, die über die Güterumgehungsbahn eine Verbindung nach Untertürkheim herstellen, sowie üblicherweise diejenigen Züge der Linie MEX 18 Osterburken–Heilbronn–Tübingen, die bei Bauarbeiten nicht über Stuttgart Hbf verkehren können. Die Gleis- und Signalanlagen werden vom Relaisstellwerk im Bahnhof Stuttgart-Zuffenhausen ferngestellt.

### S-Bahn
| Linie | Strecke | Takt                                  |
| ----- | --- | ------------------------------------- |
| S 4   | Backnang – Marbach (Neckar) – Ludwigsburg – Kornwestheim Pbf – Zuffenhausen – Hauptbahnhof (tief) – Schwabstraße | alle 30 Minuten/alle 15 Minuten (HVZ) |
| S 5   | Bietigheim – Ludwigsburg – Kornwestheim Pbf – Zuffenhausen – Hauptbahnhof (tief) – Schwabstraße                  | alle 30 Minuten/alle 15 Minuten (HVZ) |

### Regionalverkehr
| Linie  | Strecke | Takt                                          | Betreiber                      |
| ------ | --- | --------------------------------------------- | ------------------------------ |
| RB 11  | Stuttgart-Untertürkheim – Stuttgart-Münster – Kornwestheim Pbf                                                    | 6 Zugpaare an Werktagen zur Hauptverkehrszeit | DB Regio AG (S-Bahn Stuttgart) |
| MEX 18 | Osterburken – Heilbronn Hbf – Ludwigsburg – Kornwestheim Pbf – Esslingen (Neckar) – Reutlingen Hbf – Tübingen Hbf | 60 min (bei Bauarbeiten)                      | DB Regio Stuttgart             |

(Stand Oktober 2023)

## Busbetrieb
An der Ostseite des Bahnhofs befinden sich die Haltestellen für die Regionalbusse der LVL, welche Kornwestheim mit Ludwigsburg, Pattonville und Stuttgart-Stammheim verbinden. Westlich der Gleise befindet sich in der Bahnhofstraße der Fernbushaltepunkt „Stuttgart-Nord“ des Unternehmens Flixbus.